# Walter T. Colquitt

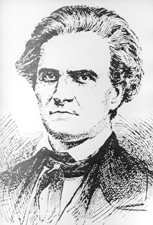
Walter T. Colquitt

Walter Terry Colquitt (* 27. Dezember 1799 im Halifax County, Virginia; † 7. Mai 1855 in Macon, Georgia) war ein US-amerikanischer Politiker der Demokratischen Partei. Von 1839 bis 1840 sowie von 1842 bis 1843 saß er für den US-Bundesstaat Georgia im US-Repräsentantenhaus. Zwischen 1843 und 1848 vertrat er Georgia im US-Senat.

## Biographie
Colquitt wurde im Halifax County in Virginia geboren. Mit seinen Eltern zog er nach Mount Zion in Georgia. Er studierte Jura an der Princeton University. 1820 wurde er als Rechtsanwalt zugelassen und war fortan in Sparta als Rechtsanwalt tätig. Gegen Ende des Jahres wurde Colquitt in die staatliche Miliz aufgenommen. 1826 wurde er, zwischenzeitlich in Cowpens wohnhaft, als Richter am Gericht des Chattahoochee circuit gewählt. 1827 wurde Colquitt dann als methodistischer Prediger geweiht. 1829 gelang ihm die Wiederwahl in sein Richteramt. 1834 und 1837 war er Mitglied des Staatssenates.
1839 zog er erstmals ins US-Repräsentantenhaus ein, als Kandidat der United States Whig Party. Bereits 1840 gab er sein Mandat zurück. Colquitts erste Frau starb 1841. Im selben Jahr heiratete er Alphea B. Fauntleroy, welche überraschend 1842 starb. Seine dritte Frau harriet W. Ross heiratete er 1843. Der erneute Einzug ins House gelang ihm 1842 als Nachfolger des zurückgetretenen Eugenius Aristides Nisbet. Daran folgend wurde er 1843 als US-Senator für Georgia erneut in den Kongress gewählt. Während seiner Mitgliedschaft im Senat war er zeitweilig Vorsitzender des United States Senate Committee on the District of Columbia sowie des United States Senate Committee on Patents. 1848 legte er sein Mandat nieder und kehrte wieder als Rechtsanwalt und Prediger nach Georgia zurück.
Während einer Reise verstarb Colquitt 1855 in Macon. Er wurde in Columbus auf dem Linwood Cemetery beigesetzt.
Das Colquitt County in Georgia ist nach ihm benannt. Sein Sohn, Alfred H. Colquitt, war unter anderem Gouverneur von Georgia.